# Віні Маас
Віні Маас (нід. Winy Maas; народився 17 січня 1958 у Шхейнделі, Нідерланди) — нідерландський архітектор, ландшафтний дизайнер, професор та урбаніст. У 1993 році разом з Якобом ван Рейсом та Наталі де Фриз заснував студію MVRDV. Перші роботи, такі як телецентр Villa VPRO та житловий комплекс для пристарілих WoZoCo в Нідерландах, принесли йому міжнародне визнання. Одружений з Міріам Вельдхуйзен ван Зантен, мешкає у Роттердамі. Має трьох синів.

## Освіта та викладацька діяльність
Віні навчався у технічній школі Боскопа, де отримав фах «ландшафтного дизайнера». У 1990 році отримав науковий ступінь в Технічному університеті Делфта. В даний час він є запрошеним професором архітектурного проектування у Массачусетському технологічному інституті та професором в галузі архітектури та міського дизайну на факультеті архітектури Технологічного університету Делфта. До цього Маас був деякий час професором Єльського університету.
11 січня 2012 року Віні виступив у Європейському парламенті з доповіддю на тему «Як архітектура та урбанізм може посилити Європу?».

## MVRDV
У 1993 році разом з Якобом ван Рейсом та Наталі де Фриз заснував студію MVRDV (акронім ініціалів імен трьох засновників), яка працює в області конструкції та дослідження в галузі архітектури, урбаністики та ландшафтного дизайну. Перші роботи, такі як телецентр Villa VPRO в Роттердамі та житловий комплекс для пристарілих WoZoCo в Амстердамі, проект якого здобув премію J.A. van Eck асоціації нідерландських архітекторів, принесли студії міжнародне визнання та замовлення по всьому світу. Сьогодні MVRDV активно бере участь у численних проектах в різних частинах світу. Зокрема, студія та особисто Віні Маас працювали над такими спорудами, як нідерландський павільйон для Експо 2000 в Ганновері, Логроньо Еко-Сіті в Іспанії, будівля кругообігу в Токіо, Markthal в Роттердамі та багатьох інших.

## Why Factory
Віні Маас заснував також дослідницьку студію при Делфтському технічному університеті, в якій займаються дослідженням фундаментальних питань. Навчання в ній триває 1 рік (лише магістерська освіта), щороку курс проходять приблизно 50-60 постійних студентів. Крім Мааса, у Why Factory працюють ще майже 10 викладачів. 95% студентів не є нідерландцями: приблизно 30% слухачів з Китаю, ще 20% — з Індії.

## Нагороди
У 2011 році Віні був нагороджений орденом Почесного легіону, найпрестижнішою нагородою Франції, за активну участь у розробці проекту розвитку Парижу.

## Цікаві факти
- У 2008 році Віні брав участь над проектом відновлення Нового Орлеану, пошкодженого ураганом Катріна. Там він співпрацював разом з актором Бредом Піттом.

## Галерея

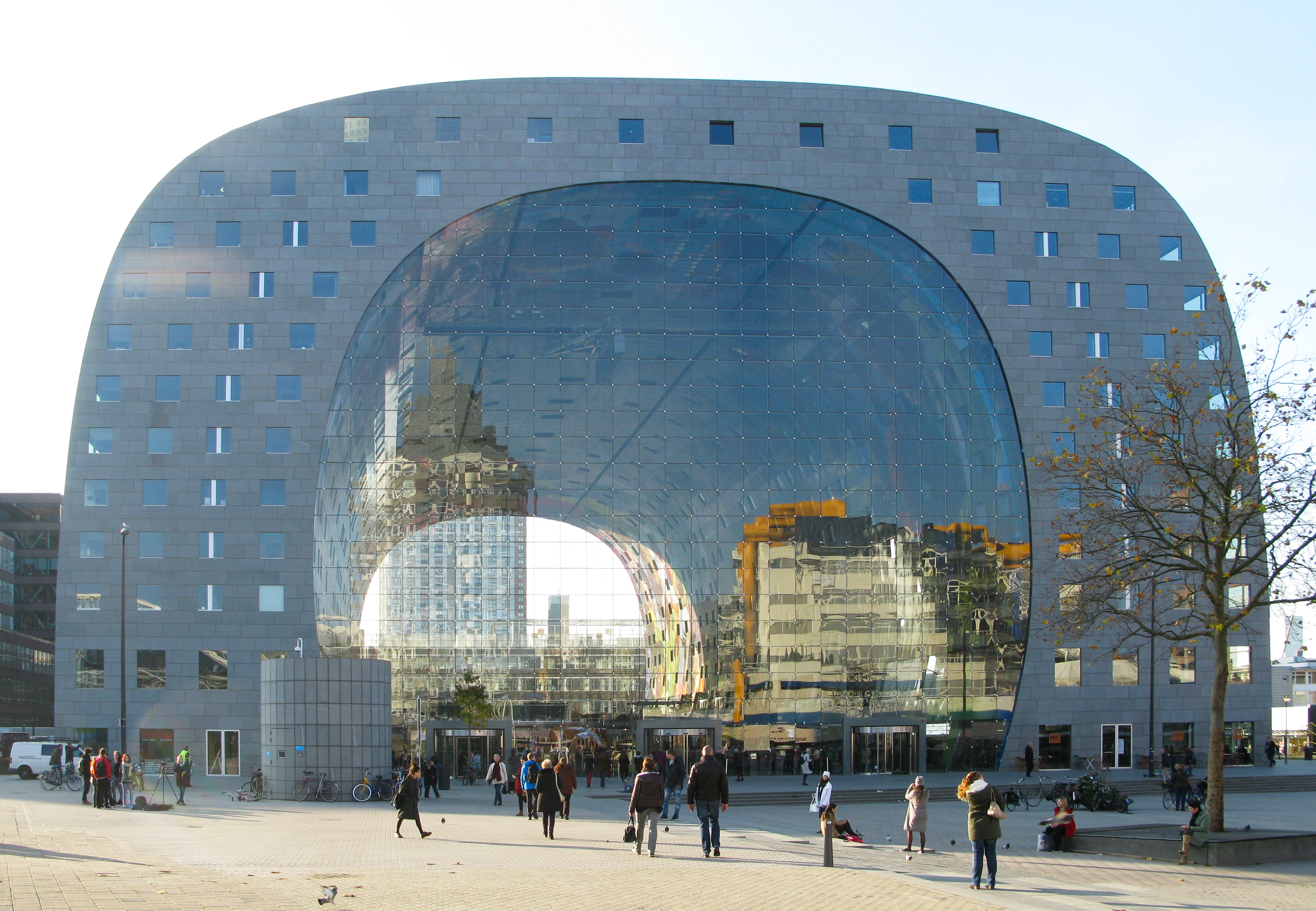
Markthal у Роттердамі
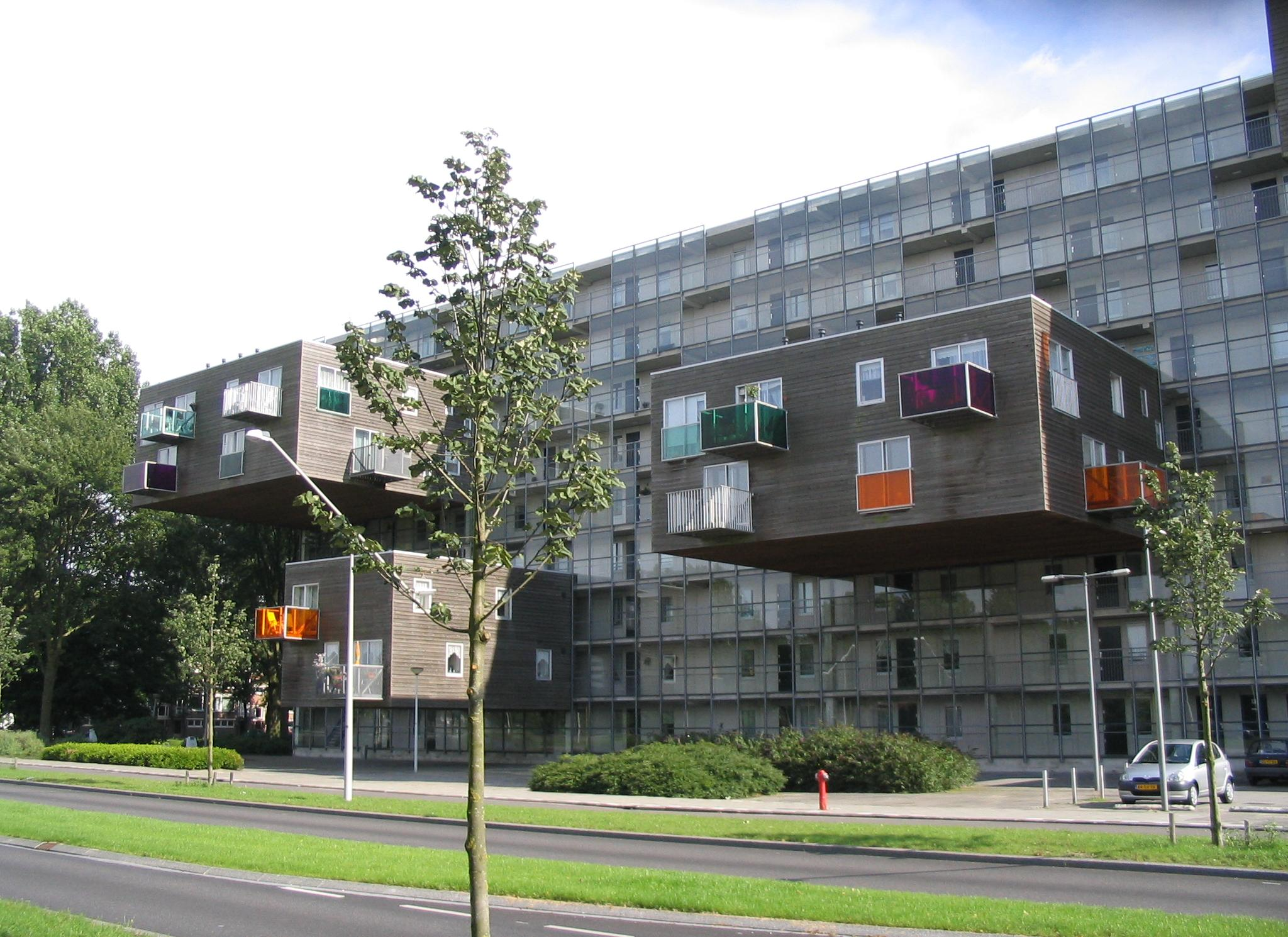
Житловий комплекс для пристарілих WoZoCo, Амстердам
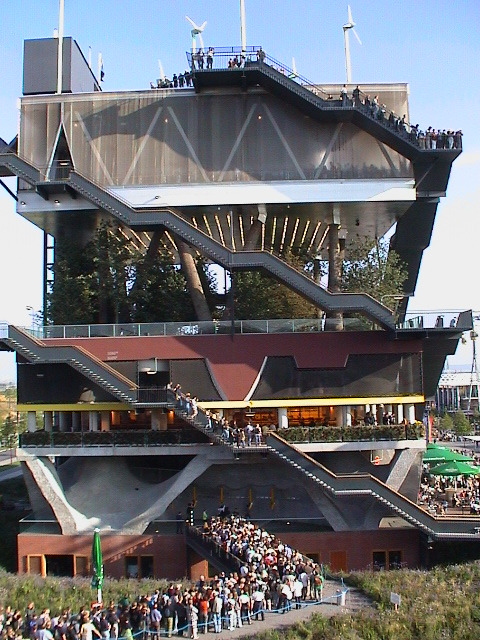
Павільйон Нідерландів для Експо 2000, Ганновер
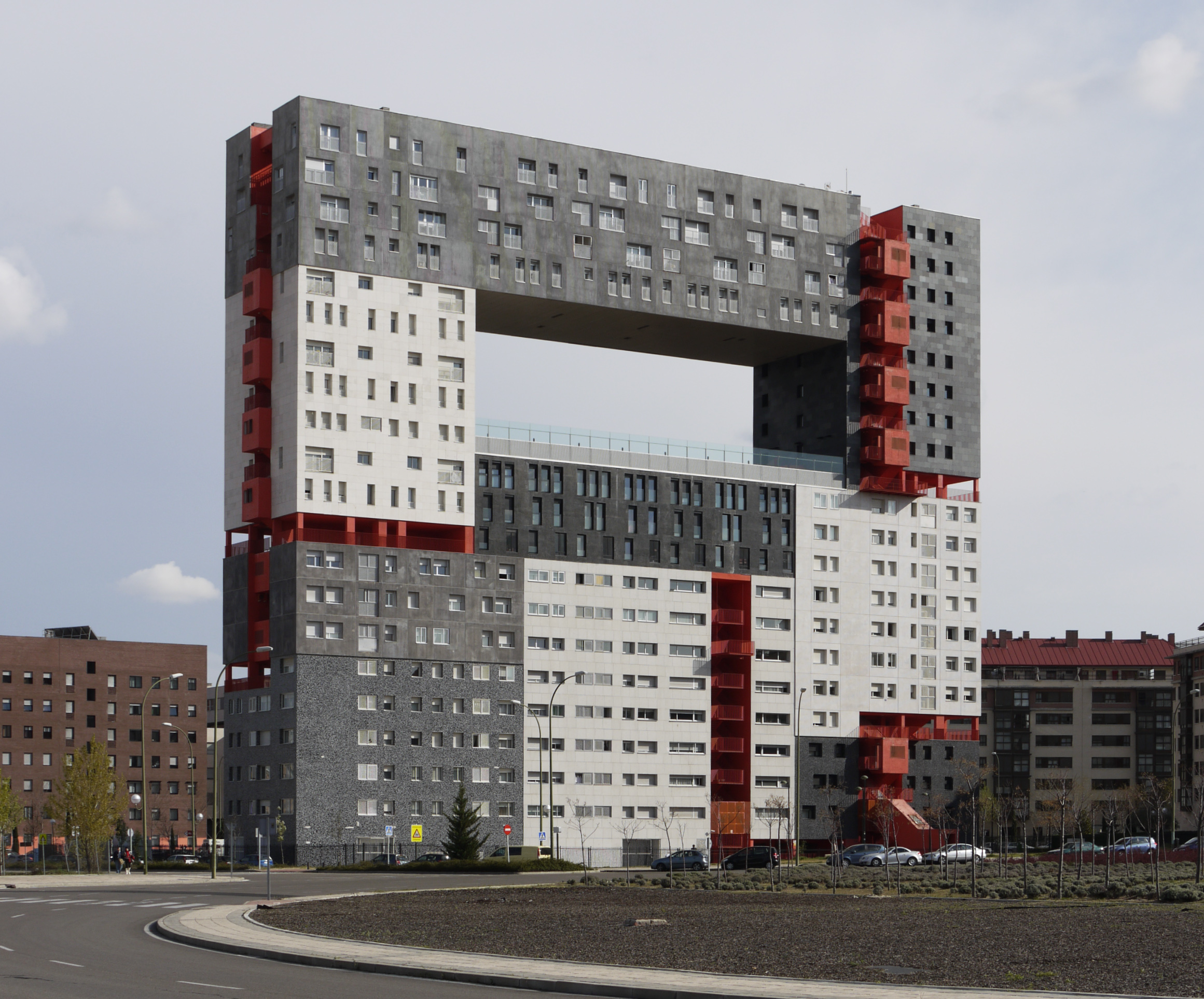
Edificio Mirador, Мадрид